# Землетрус в Закарпатській області 2023 року
9 жовтня, у Закарпатській області стався землетрус магнітудою до 4,5-4,9 балів за шкалою Ріхтера. Поштовхи були середнього класу на глибині 20 км. Епіцентр землетрусу знаходився на території Словаччини, менше ніж за 50 км до кордону з Україною. Поштовхи відчули також мешканці Угорщини, Польщі, а також жителі областей заходу України.
Землетрус стався ввечері, в понеділок 9 жовтня у східній частині Словаччини. За даними Геологічної служби США, землетрус магнітудою 5,0 балів стався біля міст Гуменне і Вранова-над-Теплою, Пряшівського краю, на сході Словаччини.